# Epicasta (figlia di Calidone)
Epicasta (in greco antico: Ἐπικάστη?, Epikàstē) è un personaggio della mitologia greca, figlia di Calidone e di Eolia e sorella di Protogenia.

## Mitologia
Sposò suo cugino Agenore, (figlio di Pleurone e fratello di Calidone), da cui ebbe i figli Portaone e Demonice.